# Zone d'ombre (géologie)
Pour les articles homonymes, voir Zone d'ombre.

Zone d'ombre sismique (d'après l'USGS).

Sur les stations sismiques situées entre 105° et 142° de distance angulaire à l'épicentre d'un séisme (soit de l'ordre de 11 500 à 14 500 km environ), on observe une zone d'ombre sismique, c'est-à-dire une zone dans laquelle aucune station n'enregistre d'ondes sismiques directes provenant d'un séisme. Au-delà de 142°, les ondes P réapparaissent mais elles ont subi une double réfraction sur la discontinuité de Gutenberg à 2 900 km de profondeur formant l'interface entre le manteau et le noyau, et leur énergie est plus faible.